# 審判之逝：湮滅的記憶
《審判之逝：湮滅的記憶》是世嘉於2021年9月24日在PlayStation 4、PlayStation 5、Xbox One、Xbox Series X/S等平台上發售的「法庭劇」動作冒險遊戲。本作是《審判之眼：死神的遺言》（下稱《死神的遺言》）的續作，主角由日本演員木村拓哉所扮演的八神隆之擔綱。
在2022年9月14日，ESRB顯示本作及前作《死神的遺言》已被評級，並於同日晚上正式宣佈登陸Steam平台。

## 概要
- 本作的時間點在前作《死神的遺言》的3年後、《人中之龍7》主線時間（2019年）2年後的2021年。遊戲舞台仍舊是前作的神室町，此外還新增橫濱伊勢佐木異人町。製作人表示橫濱部分不會像《7》一樣是故事大部分的主要舞台，但『比例上還是會多一些』[2]。

- 主要演出陣容除在前作參與演出的演員木村拓哉、中尾彬（日语：中尾彬）外，還加入知名演員玉木宏、山本耕史以及光石研等人。

- 前作的「調查動作」功能，在本作中除繼續沿用「跟蹤」、「追逐」、「喬裝」等技巧外，還進一步新增能夠攀爬牆壁、在大樓進行吊掛等在建築物之間移動，藉此侵入敵人地盤的「體能動作」；在敵人地盤暗中行動的「匿蹤」；事先預測問題徵兆的「熱門發文搜尋器」以及能夠找出事件線索的「偵探狗」，以及透過例如助聽器、電波探測器、無人機等各種「調查小工具」幫助八神進行調查工作的全新要素。

- 本作的戰鬥系統除沿用並強化前作中以能夠對複數敵人進行全方位攻擊為特徵的戰鬥風格「圓舞」，以及能在1對1的戰鬥中大放異彩的戰鬥風格「一閃」外，還新增能夠接下敵人攻擊並且以柔克剛順勢反擊或解除敵人武裝的戰鬥風格「流轉」。而且「流轉」的戰鬥風格中還加入恐懼系統，當八神遭遇敵人團體時，能夠以優先打倒裡面的老大或是將手持武裝的敵人解除武裝，讓敵人陷入恐懼狀態，並能夠因此以EX‧投降技讓陷入恐懼的敵人在不管多少血量下都會因此失去意識而無法戰鬥。

- 本作中以高中校園作為重要的故事舞台，加入「青春群像劇」的龐大支線，該支線中可進行例如舞蹈、機車賽車、遙控車戰鬥、偶像表演、滑板以及拳擊等小遊戲。

## 故事大綱
2021年12月，源田法律事務所的律師城崎沙織受託替涉嫌在電車上猥褻女性的現役警官江原明弘擔任辯護律師，但就在法院即將宣判時，江原突然在法庭上發出驚人的自白。原來在判決的三天前，神奈川縣警在橫濱某處廢棄大樓發現了一具屍體，從屍體身上的痕跡判斷，明顯是遭人殘忍殺害，但由於屍體嚴重腐敗，讓警方還無法查出被害人的身分。江原明弘聲稱被害人叫做御子柴弘，此人曾在4年逼死他的兒子，無論他如何死亡都無法彌補犯下的罪過等語，而且經查證後也確實有他所說的事情，但因為御子柴死亡時，江原正遠在另一端的東京市區犯下痴漢罪行，讓他的不在場證明因此堅不可摧。
沙織認為她在替江原辯護時，可能還遺漏甚麼重大的關鍵，於是委託偵探八神隆之調查這件事情。此時八神也正受託在橫濱調查某起高中霸凌事件，為了幫助沙織洗清她被江原利用的疑惑，於是同意接下委託開始調查整個事件的真相。但隨著調查的深入，八神發現他已經被捲入一個由檢警、黑道、網路犯罪集團組成的巨大黑幕之中，多方角力下也讓整個事件走向難以預測的結果。

## 登場人物

### 八神偵探事務所
八神隆之
配音：木村拓哉（日本）；格雷格·秦（美國）
本作主角，現年38歲。「八神偵探事務所」所長，是以神室町為中心活動的私家偵探。不僅擅長功夫，還能夠自己自創流派，同時運動神經也相當優秀。
具有律師資格，過去曾在源田法律事務所擔任律師，因為前作的事件而轉行成為偵探。雖然成功洗刷了名聲，源田龍造也希望他回來繼續擔任律師，但認為當偵探更容易幫助求助者的八神拒絕了源田律師的邀請，繼續著偵探的工作，但仍會接下源田法律事務所的各種委託。
因為解決了前作中的心結，八神不再刻意迴避自己的律師身分，能會同沙織出庭，律師徽章的威嚇力也能幫他輕鬆的解決一些小麻煩。
海藤正治
配音：藤真秀（日本）；克里斯賓·弗里曼（美國）
八神偵探事務所的調査員，跟八神有著23年交情的好搭檔。41歲，雖然個性旁若無人，但也是有話直說而沒有甚麼惡意，甚至還會有點天然呆，所以不時會有說漏嘴的情形。
曾是前東城會三次團體「松金組」的高階成員，但因為值守期間組內大筆現金被搶，而遭到組內破門，所以因此投奔八神進入偵探業界至今。

### 八神的合作夥伴
東徹
配音：川原慶久（日本）；史蒂夫·布魯姆（美國）
前松金組若眾，曾經是海藤的舍弟，35歲。在東城會宣告解散後，成為原來組裡經營的電玩中心「夏爾」的店長。從他就就任店長開始就會親自接待來光顧的孩子們。
仍將海藤視為大哥，也還是不太喜歡八神。雖然嘴上經常抱怨，但總是會主動協助八神事務所。

#### 橫濱九十九課
九十九誠一
配音：宮本淳（日本）；瑞凡·坎諾夫（River Kanoff）（美國）
技術高超的駭客，30歲。八神倚重的情報來源，雖然曾是個繭居族，但也因此熟知所有與網路及電腦資訊有關的事情。原本個性陰暗而不喜歡與人接觸，但在遇到八神後而因此改變成彬彬有禮的個性。
本作中，與杉浦一起在橫濱伊勢佐木異人町成立名為「橫濱九十九課」的偵探事務所，並且就任所長一職，提供八神許多有助於進行調查的偵探工具。
杉浦文也
配音：寺島惇太（日本）；馬克·懷頓（Mark Whitten）（美國）
本名寺澤文也，前竊盜集團的創始人及成員，28歲。頭腦精明而且身手矯健，擅長使用擺脫警方的追捕，而且戰鬥時也會使用像是巴西戰舞的腳技對付敵人。
本作中，與九十九一起在橫濱伊勢佐木異人町成立名為「橫濱九十九課」的偵探事務所，之後接到誠稜高中的霸凌事件調查的委託，於是向八神請求協助。

### 桑名便利屋
桑名仁
配音：山本耕史（日本）；陶德·哈博肯（美國）
伊勢佐木異人町從裡到外的事情都無所不知的資深萬事屋，只要給錢，即使是非法的委託都會受理，43歲。在八神首次被白面幫襲擊時救了他，但對於身為同行又從其他地方來到橫濱當地調查殺人事件的八神產生敵對的意識，為了不讓他獨佔功勞，於是積極嘗試介入調查。
本名喜多方悠，十三年前於黑河學園任教，是澤陽子、楠本充、川井信也、間宮由衣、赤池靖史等人的級任導師，因為未能及時制止霸凌事件，在龐大的輿論壓力下被迫辭職。在楠本充跳樓的當天，喜多方在教室內放置了隱蔽攝影機，拍下了楠本被霸凌的過程，然而為時已晚，在其回收攝影機前，楠本充便已跳樓。
被迫辭職以後，喜多方為了避免更多像楠本充一樣的霸凌受害者，決意肅清霸凌加害者。他輾轉前往異人町投靠了曾為黑道的姨父，化名桑名仁，做起了萬事屋的行當，積極融入地下社會，為肅清行動取得各種資源與相關的渠道。五年前，認為時機成熟的桑名開始行動，先以楠本的霸凌影片為威脅，脅迫當年的學生綁走了川井信也。殺害了川井之後，再以綁架影片及川井的屍體要脅，控制了學生，讓他們配合自己的肅清行動，不過這些學生只參與周邊行動，包含誘拐、綁票以及事後的協助處理屍體等等，不直接參與殺人。包含川井與御子柴，桑名已經殺害了七名霸凌加害者。
肅清的過程中，桑名會對受害者家屬提出手刃加害者的邀請，雖然不是每個家屬都認同復仇行為，但是從來沒有家屬出賣桑名。

### 源田法律事務所
源田龍造
配音：中尾彬（日本）；布萊恩·麥克納馬拉（美國）
「源田法律事務所」所長，70歲。身為人權派律師，能夠一邊平等地與黑道人士相處並一邊繼續經營著小小的法律事務所。從八神年輕時就不時關照著他，就算之後八神從律師轉職為偵探也依然對他很關心，不時委託他負責自己案件的調查工作。
城崎沙織
配音：甲斐田裕子（日本）；史蒂芬妮·謝（美國）
源田法律事務所的受僱律師。工作俐落，個性安靜但有話直說，35歲。平時樸素的穿著十分不起眼，是名有著神祕陰暗氣息的女性。但如果好好打扮的話則會有令人驚艷的美貌。
替涉嫌猥褻女性的現任警官江原明弘擔任公設辯護律師，卻因為江原疑似涉嫌另一起殺人事件，為了調查自己是否遭到江原利用以及有無遺漏重要的關鍵而委託相識的偵探八神替她調查整個事件的真相。
星野一生
配音：林勇（日本）；喬·贊哈（Joe Zieja）（美國）
源田法律事務所的菜鳥律師，30歲。是以榜首的成績通過司法考試的秀才，在前作中順利與前輩沙織交往，這次也跟她一起受託辦理江原的案件。

### 東京地方檢察廳
藤井真冬
配音：清水理沙（日本）；謝拉米·李（美國）
東京地檢的檢察官，35歲。是一位受過良好教養的大小姐，有很強的正義感。
調查過程中偶爾會利用檢察官的身分為八神等人提供一定程度的幫助。
相馬被捕後，與鷹野一同起訴了坂東以及操控一切的幕後黑手集團。
鷹野貞雄
配音：北田理道（日本）；尤里·洛文塔爾（美國）
東京地檢的檢察官。負責江原的痴漢事件。性格倔強，只要認定是正確的事情，就算頂撞上司也要去做。
因為指導他的前輩檢察官與源田律師是舊識，因此有與源田律師交手的經驗，自稱「受不了源田律師事務所」。
相馬被捕後，與真冬一同起訴了坂東以及操控一切的幕後黑手集團。

### 警視廳
江原明弘
配音：光石研（日本）；阿特·巴特勒（美國）
現任警視廳巡查長，53歲。因為涉嫌在電車上猥褻女性而遭到起訴，並且委託城崎沙織擔任他的辯護律師。在整個案件整理的過程中因為挑釁的態度，透過媒體播放而引起軒然大波。
事發2個月後，在他的案件即將要宣判他的刑期為6個月時，江原卻突然在法庭上自白稱3天前在某個橫濱廢棄大樓中被發現遭人殺害的年輕人屍體是逼死他兒子的兇手御子柴弘，但因為他在御子柴弘被殺害時，已經犯下猥褻女性的罪行而擁有強力的不在場證明，加上當時猥褻的罪行已經被認定有罪，讓檢警難以對其另外涉嫌殺人的罪行定罪。
有著大男人主義以及專制的個性，導致他與妻兒的關係惡化，於是兒子敏郎利用要就讀高中的機會與母親一起搬到橫濱居住並與江原分居。
坂東秀美
配音：青山穣（日本）；安德魯·基希諾（美國）
警視廳警備局公安課協調官，58歲。擔任白手套的角色，負責布置任務與傳達上層的指示給相馬。
相馬被捕後，遭到真冬與鷹野起訴。

### 神奈川縣警
渡邊基祐
配音：喜山茂雄（日本）；愛德華·博斯科（Edward Bosco）（美國）
神奈川縣警捜査第一課刑警，負責調查御子柴案的刑警。
因為對警方高層玩弄政治的作法十分不忿，因此會私下透漏情報給八神。
櫻井
神奈川縣警捜査第一課刑警，渡邊的後輩兼搭檔。

### 犯罪集團「RK」
相馬和樹
配音：玉木宏（日本）；馬修·楊·金（美國）
大型犯罪組織「RK」首領，34歲。年輕時靠著在地下賭場嶄露頭角而進入東城會的日俠連，然後憑藉著自身的頭腦、病態般的瘋狂氣質還有強悍的執行力，以及從警方那邊獲得的資訊而一步步提升自己在組內的地位，並且還以「毫不猶豫的暴力」以及「能夠看穿謊言的犀利眼光」等特質成為將來備受期待的年輕候補幹部。
在東城會解散而且尚未有其他黑道組織填補空缺的神室町中，相馬開始吸收那些因為東城會解散而失去所屬組織的幫派人員，創立了名為「RK」的大型犯罪集團，意圖搶佔神室町地下社會的統治權。在充滿灰塵的地方會因為過敏而用手帕遮住口鼻，但也曾為這樣的習慣讓他在還是黑道時被他的大哥教訓。
真實身分是公安課的「潛入搜查官」（卧底警察），一開始的任務是潛入黑道內部監視動向，東城會解散後，為了避免無處可去的黑道分子造成社會動盪，在高層的指示下成立了RK，收攏了相當一部份黑道，成為公安控制地下社會的一股強大力量。
被桑名以川井的屍體為誘餌，引到了橫濱一處地下倉庫內，被八神擊倒活捉。
阿久津大夢
配音：濱田賢二（日本）；布倫特·穆凱（Brent Mukai）（美國）
RK集團最高幹部，前東城會直系日俠連的組員，31歲。代替平常隱身在幕後的相馬，負責「RK」的指揮工作。
在八神的等人推理中偶然想到了相馬可能是潛入搜查官的證據，而被相馬派遣假扮警察的手下槍殺滅口。

### 誠稜高中
奧田雄三
配音：屋良有作（日本）；賈米森·布萊斯（美國）
學校的理事長。為了校內發生的霸凌事件，於是由他個人委託橫濱九十九課進行調查。
雖然因為離開教學現場多年而有些反應遲鈍，但是憑藉著教育者的責任感察覺了校內的異常，對八神在校內的行動給予了相當大的幫助與支持。
澤陽子
配音：山根舞（日本）；艾莉卡·林貝克（美國）
誠稜高中的英語老師，也是2年2班的班導師，是一位認真而且正義感強烈的女性。
由於舉動可疑而讓前來調查霸凌事件的八神開始試圖與其接觸。
後因捲入桑名引發的事件而被相馬以破冰錐刺殺。
香田真美
配音：富樫美鈴（日本）；凱莉·米爾斯（美國）
誠稜高中2年2班的女學生。因為小時候看過的漫畫而讓她進入高中後開始打籃球，但後來在八神的調查下發現她遭到其他籃球社社員霸凌的事情。
松井
配音：狩野翔（日本）；尚恩·奇普洛克（美國）
誠稜高中2年2班的男學生。與同是籃球社社員的茜以及坂城等人一起霸凌香田，同時他在校外還是一個會以用手機拍攝影片的方式來騷擾店家而四處造成困亂的問題學生。
坂城
配音：堀井茶渡（日本）；凱倫·戈夫（美國）
誠稜高中2年2班的男學生。與松井等人一起霸凌香田。並且與松井一樣會以用手機拍攝影片的方式來騷擾店家。
茜
配音：八卷安奈（日本）；斯凱勒·達文波特（美國）
誠稜高中2年2班的女學生。與同是籃球社社員的松井以及坂城等人一起霸凌香田。曾與當實習老師的御子柴有段感情，因他無故失蹤讓這段情事就此結束，本人則感到心神不寧也無法理解此事。
御子柴弘
配音：梶川翔平（日本）；安德魯·莫加多（美國）
誠稜高中的實習老師，也是學校的校友。實習即將結束時突然遭到綁架，被殘酷的虐待後再殘忍殺害，等到兩個月後被發現時已經是一具腐爛不堪的屍體。
本作的4年前，疑似涉入霸凌江原敏郎自殺的事件，但因為沒有足夠證據而被法院判決無罪。被江原明弘批評他是一個死不足惜的傢伙。

### 黑河學園霸凌事件關係者
川井信也
配音：宮崎遊（日本）；亞萊克斯·勒（Aleks Le）（美國）
在神室町的girls酒吧擔任經理，後來突然失蹤，被「RK」的成員四處搜尋他的行蹤。
黑河學園霸凌事件主要加害人，在龐大的輿論壓力下匆忙退學，後來到神室町落腳，在girls酒吧工作。因為神室町的特殊性質，川井把自己霸凌楠本充的事情當成豐功偉績四處吹噓。
五年前遭到當年一同霸凌楠本的同學綁架，並被桑名殺害，屍體作為桑名要脅當年學生的手段被冰存在橫濱港邊某個地下倉庫。
間宮由衣
配音：豐口惠（日本）；楊時賢（美國）
江原明弘犯下的痴漢事件的受害人。已婚，育有一子。
本名鈴木由衣，黑河學園霸凌事件參與者之一。事發多年後被桑名找上門要脅，因為不想失去家庭，被迫協助桑名的肅清行動，
赤池靖史
配音：石黑史剛（日本）；戴夫·B·米歇爾（美國）
黑河學園霸凌事件參與者之一。曾與校友出現在殺人事件現場附近。
與間宮一樣受到桑名要脅，被迫協助桑名的肅清行動。
在協助八神與桑名暗中見面時遭到相馬跟蹤，並被其殺害。
楠本充
配音：前田誠二（日本）；菲利普·萊許（Phillip Reich）（美國）
黑河學園霸凌事件受害者，楠本玲子的兒子。
十三年前因為遭到霸凌而跳樓自殺，雖然急救後撿回一命，但也因此成為植物人。
昏迷十三年後奇蹟似的甦醒。

### 新京濱同盟
葛西拳太
配音：鉄平（日本）；阿里夫·S·金秦（Arif S. Kinchen）（美國）
前四天王之一。戴著墨鏡，留著小平頭、上下穿著汗衫裝。在新京濱同盟組成的開始沒有邀請他加入。
本田鍊司
配音：中務貴幸（日本）；趙增瑋（美國）
前四天王之一。喜歡到處幹架、現在也是將幹架作為自己的生存價值。
阪木葉海人
配音：林大地（日本）；唐凱吉（美國）
前四天王之一。體型肥胖，喜歡吃東西而且個性隨意悠閒。
虎牙松久
配音：村井雄治（日本）；瑞伊·蔡斯（美國）
前京濱同盟幹部，也是新京濱同盟的發起人。外表總是一副成功商業人士的裝扮，談吐也十分得體，但若事有不順，就會暴露出流氓的本質。

### 橫濱流氓
鐵爪
配音：笠間淳（日本）；ProZD（美國）
橫濱流氓第三支部長，經營著通稱「白面幫」的非法受雇打手組織。使用鐵爪作為武器。
趙天佑
《人中之龍7》登場的橫濱流氓總帥，現經營佑天飯店。
佑天飯店與趙天佑做為場景登場，招待八神等人料理，但無配音演出。

### 女性友人
望月・S・英美里
配音：Lynn（日本）；菲伊·瑪塔（美國）
女孩酒吧「Girl's Bite」的店員，24歲。是一名英、日混血兒，父親是英國人，母親是日裔美國人。
在英國出生，七歲時就隨父母搬來日本，因此英文其實並不算好。擁有店中第一的人氣，興趣是流行事物以及睡回籠覺和午覺。
早乙女月乃
配音：本渡楓（日本）；茱莉·納森（美國）
在前作中亦有登場，茨城出身，有著容易吸引變態的奇怪體質的女性，23歲。
興趣是繪畫跟料理。延續前作劇情，在本作中成功完成夢想，成為了一位網站設計師。獨立作業的第一個案子就是誠陵高中的學校網站翻新，也因此與八神重逢。
藤堂湊
配音：立花日菜（日本）；克里斯蒂娜·普切利（美國）
北海道出身，20歲。極度怕生，無法跟父母以外的人正常交流。興趣是寫搞笑段子，但是因為怕生而從來沒有對任何人表演過。
雖然怕生，但是只要不是「直接接觸」就沒有關係，因此選擇了穿著布偶裝發傳單的打工。某次打工中布偶裝不小心卡住脫不下來，卻又不敢跟旁人求救，最後因為悶熱而中暑，被剛好路過的八神所救。
葉加瀨響子
配音：山本希望（日本）；基拉·巴克蘭（美國）
誠稜高中新任保健室老師，長野縣出身，32歲。
興趣是模型製作，有著非常靈巧的雙手。雖然是保健室老師，但是卻一看到血就會緊張，在八神的幫助下努力改善中。
原本是不動產公司的職員，因為公司突然倒閉，多了一筆資遣費與大把的時間。正無所事事的時候，想起高中時代受到保健室老師的照顧，因而重返校園，努力考取了相關的證照，最終如願前往誠稜高中任職。

### 其他登場人物
楠本玲子
配音：林真里花（日本）；蘇瑪莉·蒙塔諾（美國）
楠本充的母親，厚生勞動省事務次官。是本作主線任務的關鍵角色。
雖然工作能力優秀，但是因為沒有後台，所以只是照著年資穩步提升。前任次官一之瀨薰倒台後，趁厚生省內派系混戰的時機上位。
沒有派系包袱，因此能在上任後大力推行厚生省內改革，頗受媒體與省內年輕官員的擁護，連現任大臣都拿她沒轍。
浩介
配音：室元氣（日本）；布萊斯·峇本布魯克（美國）
大學生。在地下賭場「色子房」欠下大筆債務，因此與黑店勾結，誘騙女性網友前往黑店消費後再以高額債務逼迫其進入風俗產業。
濱田惠子
配音：清都亞理沙（日本）；艾琳·伊維特（美國）
本作開頭的委託人。因為被網友佑介帶到黑店而受害，因此透過諮詢源田法律事務所的契機而因此委託八神調查佑介的事情。
BAR TENDER的老闆
配音：後藤光祐（日本）；賈米森·布萊斯（美國）
八神成為律師之前打工的神室町酒吧的老闆，也是八神的理解者。
瑪麗
配音：本居真優（日本）；克里斯蒂娜·巴倫蘇埃拉（美國）
BAR TENDER的常客。八神都稱她為瑪麗姊。
入江
配音：佐佐木睦（日本）；克里斯托佛·沙巴特（美國）
日俠連最後一代總裁。東城會解散後便成日流連冠軍街買醉，甚至會一大早就開始喝酒。但即使如此，對地下社會的消息依然靈通。
SIREN的老闆
配音：塾一久（日本）；基斯·西爾弗斯坦（美國）
全名不詳，前星龍會成員，退出江湖後在橫濱經營一家名為SIREN的酒吧。是桑名的義叔父。
生還者酒吧的老闆
《7》中登場，經營一家名為生還者的酒吧。背景神秘，該酒吧被稱為「異人町最安全的地方」。在本作中只有客串演出，無對話。
亂步
天澤的寵物。因為經常離家並且四處找出發生在城鎮中的事件的味道，所以被異人町的人們稱為「偵探狗」而馳名。能夠聞出事件的證據在哪裡並且帶領八神前往該處。
亞門新
配音：傑夫·舒恩（Jeff Schine）（美國）
「人中之龍」系列作中一直都有登場的亞門一族一員。前作中因為敗給八神而被亞門一族驅逐，努力修練後在本作中再次向八神提出挑戰，卻被雙胞胎哥哥十三打倒在地。
亞門十三
配音：傑夫·舒恩（Jeff Schine）（美國）
亞門新的雙胞胎哥哥，看不起輸給八神的弟弟而先打倒弟弟，再與八神交手。能使用類似八神的拳威風格的拳擊、暗殺術以及審判之眼的所有仙藥能力，進入第二階段時還會回血以及使用部分EX技能，極為難纏。

### 青春群像劇
天澤鏡子
配音：高橋未奈美（日本）；桑席·雄音（美國）
懸疑小說研究社的創立者兼社長，是一位對於謎團還有不可思議的現象充滿好奇心的女孩子。飼養一隻與主人一樣充滿好奇心的柴犬「亂步」。
不滿足小說中所寫的神祕事物，還會以課外活動為名義到校外調查各種謎題與神秘事件以滿足自己的好奇心，因而被校方認為是麻煩製造者。
原社團指導老師結婚離職後，社團老師的空缺問題因為被當成麻煩製造者的緣故而被校方消極處理，面臨廢社危機。碰巧遇上需要一合法身分在校內活動的八神，利用外聘社團顧問的規定，懸疑小說研究社外聘八神作為社團指導，避免被廢社，而八神也獲得了可以合法在校內活動的身分。
天澤研人
配音：土岐隼一（日本）；扎克·阿吉拉爾（美國）
懸疑小說研究社的社員，鏡子的弟弟。雖然加入懸研社，但比起懸疑小說，更喜歡看漫畫。擁有空手道黑帶的實力，曾是前文化祭實行委員會的成員。
糸倉古都子
配音：潘惠美（日本）；卡珊德拉·李·莫里斯（美國）
誠稜高中2年級生。成績優秀而且擅長速讀，也擅長程式設計。半年前開始因為文化祭事件而拒絕上學。曾是前文化祭實行委員會的委員長。
家境貧困，不過因為成績優異而獲得了誠稜的全額獎學金，但是因為拒絕上學，缺席過多而面臨被取消資格的狀況。後在八神的勸說與居中斡旋下，與理事長達成了暫時不回教室，但是只要每天固定前往懸研或機器人社露面，就可以暫時保住獎學金資格的約定。
教授
宛如都市傳說般的存在，經營著一個只面向誠稜高中學生的地下網站，並且實踐他人心願而引發話題，是一個宛如詹姆斯·莫里亞蒂教授的危險人物。

#### 熱舞社篇
西園莎也加
配音：近藤唯（日本）；珍妮·關（美國）
熱舞社社長，率領社團成員組成的「誠稜舞兔」以取得熱舞競賽優勝為目標而努力練習。
看上以華麗的舞蹈贏得團員信任的八神，邀請他代替長期休假的顧問老師擔任他們的社團指導。
小鳥遊舞夏
配音：伊藤麻菜美（日本）；艾麗格拉·克拉克（Allegra Clark）（美國）
熱舞社主力團員，古都子的閨蜜，曾是前文化祭實行委員會的成員。
偶然知道古都子因為缺席過多而面臨被取消獎學金的狀況後，為了幫助好友籌取學費而透過地下網站進行俗稱「找乾爹」的伴遊工作。
柊拓海
誠稜高中3年級生。前熱舞社社長。對於西園非常照顧。
米門
誠稜高中男老師。雖然是熱舞社的顧問老師，但平常很少在社團露臉。
法月百合繪
配音：長谷川育美（日本）；卡珊德拉·李·莫里斯（美國）
美咲高中熱舞社的王牌，誠稜高中熱舞社最強的對手。
前偶像，在聲勢最高的時候宣布「因為想跳屬於自己的舞」，從演藝界急流勇退。

#### 機器人社篇
沖手河童夢
配音：田丸篤志（日本）；扎克·阿吉拉爾（美國）
機器人社社長，負責敏捷軟體開發。雖然作為社長，但與社員間的溝通有相當的落差。
雖然一開始很敵視外來者的八神，但在「RE機器人大賽」中，讓八神代替自己漂亮地完成操作機器人的任務，並讓其他敵視八神的組員也都刮目相看後，邀請八神加入自己的社團，並希望能藉此贏得大賽的優勝。
帶領前一所學校的機器人社幾乎闖進了RE大賽冠軍戰，但是父母擅自決定轉學而功虧一簣，因此對RE大賽冠軍極為執著，甚至不惜對身為新創公司執行長的父親低頭拜託而讓機器人社拿到了一般高中社團不可能持有的大筆資金，對外則宣稱是找商家拉來的贊助。
高森紫音
配音：石毛翔彌（日本）；阿里夫·S·金秦（Arif S. Kinchen）（美國）
誠稜高中2年級生。負責機器人的組裝，個性易怒而經常與沖手河發生衝突。
車崎哲郎
配音：宮瀨尚也（日本）；賈斯提斯·斯洛庫姆（Justice Slocum）（美國）
誠稜高中2年級生。負責機器人的設計。個性沉穩卻不擅長言詞。曾是前文化祭實行委員會的成員。
櫻傳斗
配音：内田修一（日本）；班傑明·迪斯金（美國）
誠稜高中1年級生。負責機器人的程式。個性內向怕生。
芥由佳里
配音：本居真優（日本）
誠稜高中女老師、機器人社的顧問老師。不太喜歡社團而與他們處不來。

#### 飆車族篇
周防遊馬
配音：下鶴直幸（日本）；山德·摩伯斯（美國）
誠稜高中學生會風紀委員長，鐵面無私，人稱「風紀獵人」。因為某人的介入而讓他在一夜之間突然變成飆車族「天堂造物」的總代表。曾是前文化祭實行委員會的成員。
國中時是知名青少年越野摩托車選手，越野摩托車界的明日之星。但是因為父母離異，被母親禁止接觸越野摩托車。

#### 拳擊篇
押切拳也
配音：前田誠二（日本）；侯伊·道（美國）
經常出入伊勢佐木異人町的「轟木拳館」的高二生。曾是前文化祭實行委員會的成員。
被父親押切不動從小就以培養殺手的方式進行殘酷的訓練，導致拳也有嚴重的心理問題。直到近江解散，其母才在一片混亂中帶著拳也偷偷地逃了出來。在異人町落腳後，因為一次偶然的機會加入了「轟木拳館」。
拳擊實力相當優秀，會信任曾經交手過的強敵並且會對他們敞開心房說出真心話。無法控制出手輕重而被轟木禁賽，為了驗證自己的實力而透過「地下網站」的介紹參加了地下賭博拳賽「幻武會」，但是因為其對手幾乎都成為了試拳揍人事件的受害者，因此被天澤懷疑是行兇者。
轟木豪
配音：間宮康弘（日本）；趙增瑋（美國）
伊勢佐木異人町的「轟木拳館」的老闆，前東洋太平洋聯賽輕量級冠軍。
性格古板，即使關心也不知道如何說出口，總是對學員進行粗暴的指導。想用拳擊來拯救誤入歧途的人，因此他的拳館內總是收容著許多前黑道或是有前科之人。
押切不動
配音：小上裕通（日本）；麥可·亞當思韋特（美國）
前近江聯盟三次團體押切組組長，押切拳也的父親，近江解散後帶著手下繼續地下營生，在來到異人町後與新京濱同盟合作經營地下拳賽「幻武會」。
在拳也母子趁近江解散的混亂出逃後，一直在四處尋找他們，因為收到拳也參加了幻武會的消息而來到異人町。
在DLC「海藤正治事件簿」中亦有登場。

#### 電競社篇
三本松弦也
配音：武田直人（日本）；羅傑·克雷格·史密斯（美國）
誠稜高中電競社社員，是個將生活重心全放在遊戲上的熱血男孩。
因為以壓倒性的優勢打贏了職業選手，被懷疑在遊戲大賽中開外掛作假。

#### 女孩酒吧篇
望月・S・英美里
參見#女性友人

#### 滑板篇
敷島慎之介
配音：武田直人（日本）
誠稜高中3年級生，也是滑板團體「異人町獵犬」的首領。曾是前文化祭實行委員會的成員。
據說他闖入到對立的滑板團體「Blue King」的地盤中，並將他們作為地盤象徵的「王座上的藍色國王」塗鴉覆蓋及替換成某個男人將國王逐出寶座的塗鴉。

#### 賭場篇
早川琥珀
配音：秋田知里（日本）
誠稜高中學生，似乎擁有可以看穿旁人情緒的特殊能力。
因為混進了有嚴格年齡審查的地下賭場，而被天澤懷疑與教授有關。

#### 攝影社篇
鳥邊芽依
配音：艾麗格拉·克拉克（Allegra Clark）（美國）
誠稜高中攝影社社長。以攝影師的身分追查教授的真面目。
深信能以攝影的力量拯救誤入歧途的學生，所以會以手上的相機拍下不良學生違規的行為，讓他們可以客觀看待自己的行為，來督促他們自我反省。

## DLC「海藤正治事件簿」
2022年3月28日，作為付費DLC而開放下載，並追加以海藤正治為主角的故事。時間點在《審判之逝》故事本編之後，以八神到外地出差而不在的神室町為舞台。

### 故事大綱
八神偵探事務所調査員「海藤正治」在所長八神隆之出差不在的時候，留守在事務所而變得相當空閒。但最近神室町發生民眾因為缺德偵探而受害的事情，讓在神室町開業的偵探們的風評也因此受害，就連八神偵探事務所也不例外。某夜，百般無聊的海藤前去熟識的酒吧「TENDER」，並意想不到地從老闆那邊聽到有一件訂金200萬元，事後報酬高達2000萬元的委託事件。委託人是現在話題發燒的機械創投企業CEO「貞元響也」。委託的內容就是替他找尋疑似已經過世的妻子。海藤從委託人那邊聽到詳情，但卻從中得知出乎他意料之外的事情。響也要找尋的妻子「貞元美希子」竟然就是過去與海藤交往過的前女友。對於海藤而言，美希子是一位曾讓他動念結婚，也是他人生至今最愛的女性。
15年前，由於松金組與對手對立而陷入緊張狀態。松金組長還遭對手派人槍擊而身負重傷，包括海藤在內的松金組組員們都想要為此報仇。海藤也因此有了不惜性命也要前去突襲對手的覺悟。當時與他交往的美希子則是強烈反對海藤這樣的計畫。但因為海藤最後仍然決意為之，也因此讓二人的交往畫下休止符。然後數年前，海藤也聽到了美希子自殺的消息。
就在知道疑似自殺美希子依然可能存活的消息後，海藤就無法對此置之不理。海藤也因此開展調查工作，但此時的他卻還不知道將要為此捲入美希子以及其家族私下那深不見底的黑暗及絕望之中。

### 遊戲系統

#### 調査動作
與八神不同的是，海藤能夠透過自己擁有的野性天賦而用於調查。
海藤之眼
透過超越常人的視力，而能從中找出異常的能力。另外再回憶的場所中調查「發光處」就能學到新技能。
海藤之鼻
透過超越常人的嗅覺，而能分辨味道的來源以及種類的能力。
海藤之耳
透過超越常人的聽力，而能夠聽到一般人聽不到的聲音的能力。

#### 戰鬥方式
火拼
以趁著氣勢進行攻擊為主體的風格。能夠破解敵人攻擊並且趁隙反擊的「彈開攻擊」，能夠吃下輕攻擊而毫不膽怯並進行反擊的「根性反撃」的特殊能力。
鐵板
能夠一邊忍住周遭敵人攻擊一邊戰鬥的風格。擁有包括可以全力反彈敵人攻擊的「鐵板防禦」以及能夠揮舞自己周遭的機車等重物進行攻擊的「即武器攻撃」的特殊能力。

### 登場人物
海藤正治
配音：藤真秀（日本）；克里斯賓·弗里曼（美國）
八神偵探事務所調查員。前東城會松金組成員。八神到外地出差時，負責留下來看守事務所。
貞元響也
配音：小西克幸（日本）；史蒂芬·傅（Stephen Fu）（美國）
IT系機械創投企業的CEO。學生時代就開始創業，並成長為能夠代表日本的大公司。委託海藤找尋2年前自殺的妻子——美希子。
深愛著妻子，並相信妻子至今都還活著。對於兒子「准」則因為忙於工作而放任著他，讓彼此間的親子關係也因此不太好。
貞元美希子
配音：宮島依里（日本）；楊素汐（美國）
貞元響也之妻。舊姓「夏目」。2年前失踪而被認為已經自殺身亡，但最近在神室町被目擊有一個跟他長相相似的女性出現。
不容許歪曲事實而擁有很強烈的正義感，對於自己認為正確的事情，就算是黑道也會不惜一切，是個表現不輸給男人的女性。擅長護身術，如果有需要也會使用暴力來處理。
15年前曾和海藤交往，是海藤人生至今最愛的女性。兩人也曾考慮結婚，但海藤卻不顧她的強烈反對而仍然前去襲擊對立的組織，造成她因此與海藤分手。
貞元准
配音：新祐樹（日本）；小保羅·卡斯特羅（Paul Castro Jr.）（美國）
貞元響也及美希子的兒子。中學2年級。因為處於反抗期的年紀，讓他討厭父親而經常離家出走。雖然是典型的不良少年，但實際上是個不輸給母親而擁有強烈正義感的人。
在神室町中，由於天生的正義感以及容易與人吵架的個性，而因此與造成在地居民困擾的小混混打架。
劍持秋介
配音：中村大志（日本）；亞歷山大·格羅斯（Alexander Gross）（美國）
以新宿為據點的地痞集團「紅蓮會」代表。十多年前與大學時代的同伴一起創立紅蓮會，並經常投入於地痞的事業中。
有嚴重的酗酒症狀而經常都在喝酒。打架非常強，還擁有凌駕海藤的超人怪力。
不知為何也在找尋美希子，並因為這件事情而與海藤對立。
白樺康隆
配音：佐佐健太（日本）；葉永（美國）
千葉縣鄉下「白樺診療所」的院長。診所是個位於平常患者不會到訪而像是山中別墅的地方，並在那邊悠哉地一個人生活。
似乎掌握著失蹤的美希子位於何方的線索，並提防著海藤。
五十嵐昌夫
配音：武田太一（日本）；彼得·傑索普（美國）
「馬頭偵探事務所」的主任諮商員，前東城會「馬頭組」若頭。
是一位對於找出跑路的人或跟蹤狂的調查委託等普通偵探聽到就直接拒絕的案件，會積極承接的缺德偵探，也是讓神室町偵探業風評下滑的兇手。
常跟海藤對立，還自豪自己的工作並不糟糕，還獲得「顧客滿意度80％以上」的好評。
千田四郎
配音：奈良徹（日本）；戴夫·B·米歇爾（美國）
「馬頭偵探事務所」調査員，前東城會「馬頭組」成員。
狡猾的男人，組員時代很年輕就升上若頭輔佐。進行調査除了必定威脅別人外，還會依據場合而不厭其煩地使用暴力，並固執將對方逼入困境。
迷上鮮血的高手
「海藤正治事件簿」的隱藏BOSS，需要玩家習得所有技能、找齊所有松金的徽章和貓咪，並且擊敗他的三位帶面具的手下後會現身，帶著金面具，會使用類似鐵爪為主的攻擊方式。
擊敗他後，會告訴海藤“那一族交給他的考驗已經完成”，推測可能是亞門一族委託迷上鮮血的高手來向海藤發起對決。

## 用語
神室町
《人中之龍系列》的主舞台，位於東京的虛構街道，前關東最大黑道組織「東城會」的主要據點。由於一直以來掌握該處地下社會權利的東城會宣告解散，讓許多犯罪組織也因此趁機出現並企圖奪得這份豐厚的權利。
東城會
關東最大的指定暴力團，主要據點位於神室町，但在《人中之龍7》的最後宣告解散。
本作中已不存在，但仍有許多前成員或完全不相干的外人打著東城會的旗號四處犯案。
八神偵探事務所
八神隆之辭去律師工作後，在神室町設立的偵探事務所。以偵探之名處理各種疑難雜症，大到討債、外遇跟監、法律案件調查，小到找人、找寵物等各種工作都接受。事務所位於中道大路巷內。
源田法律事務所
位於神室町鬧區的知名法律事務所，位置在神室町七福大街西邊。八神過去任職的地方，以處理麻煩案件聞名。
犯罪集團RK
全稱Red Knife，簡稱「RK」，是東城會解散後，由相馬組成的犯罪集團，想要掌握東城會解散後的神室町地下社會。
組織結構分成以前黑道為主體的正式成員，以及由小混混、想賺快錢的投機者組成的外圍成員。正式成員僅有約五十人，但是外圍成員，包括只沾上一點邊的業餘者，可能高達兩千人。
成員按能力與經歷分成A-F，一般混混及業餘者大致會從F階級依照其成果努力向上爬，但如果是前東城會所屬組織成員等前黑道出身，則會直接被認定是B階級開始。
伊勢佐木異人町
在《人中之龍7》首度登場的虛構橫濱街道。現實原型為橫濱的伊勢佐木町。
橫濱九十九課
九十九誠一與杉浦文也合夥在橫濱設立的偵探事務所，因為兩人與八神皆有密切的關係，因此事務所內的陳設與八神事務所極為類似。
橫濱流氓
以伊勢佐木異人町為主要據點的中國黑幫。
白面幫
橫濱流氓下屬的打手團體，作案時會帶著白色的面具而聞名。透過網路非法接案，只要給錢，什麼勾當都接，不過仍會遵守作為黑道的底線。
寇汨殊
以伊勢佐木異人町為主要據點，成員以韓裔為主體、由少數族裔組成的的神秘組織。
星龍會
以伊勢佐木異人町為主要據點的黑道團體。
新京濱同盟
原為盤踞在神室町的犯罪集團，在前作中遭到八神等人合力消滅，殘餘人員離開神室町後來到伊勢佐木異人町再次重建勢力。
誠稜高中
本作事件的開端，也是支線任務「青春群像劇」的主要舞台，是一所位於橫濱伊勢佐木異人町的私立高中，學生人數約有600人。雖然是追求升學率的學校，但因為一部分學生造成的問題而讓他們在校外也頗有惡評。
理事長奧田為了查出校內有無發生霸凌事件的真相，於是委託作為外部人員的八神進行調查，讓八神因此有機會調查曾經在校內發生過的事件。
黑河學園
位於東京，以升學為導向的名校。十三年前曾經出現過一起霸凌事件。

## 音樂
- 主題曲：「蝸旋」

歌曲提供：jon-YAKITORY feat. Ado
作詞、作曲、編曲：jon-YAKITORY

## 外部連結
- 『ジャッジアイズシリーズ』公式的X（前Twitter）
- 『ジャッジアイズシリーズ』公式的Instagram帳戶
- 『審判之逝：湮滅的記憶』官方網站 （页面存档备份，存于）
- YouTube上的審判之逝：湮滅的記憶播放列表